# Neoclytus bruchi
Neoclytus bruchi är en skalbaggsart som beskrevs av Julius Melzer 1927. Neoclytus bruchi ingår i släktet Neoclytus och familjen långhorningar. Inga underarter finns listade i Catalogue of Life.